# Littérature du sida
La littérature du sida désigne l'ensemble des textes littéraires traitant du vécu des malades du sida. 

## Contexte
La maladie du sida, causé par le VIH se répand rapidement à la fin des années 1970, provoquant de 1981 à 2006, 25 millions de personnes ont été contaminées par l'épidémie. Le traitement médiatique du SIDA comme « cancer gay » aux États-Unis au début des années 1980 provoque une stigmatisation des communautés LGBT.
Avec l’arrivée des trithérapies dans les années 1990, les soins ont beaucoup progressé. Depuis 2021, des avancées médicales et des expériences tests permettent d'espérer qu'« un vaccin efficace contre le VIH [qui restait jusque-là] un objectif insaisissable ».
En 2023, un vaccin expérimental français contre le VIH, obtient des résultats encourageants, même s'il s'agit encore d'un préliminaire.

## Caractéristiques
Pour Stéphane Spoiden, au vu de la « manière hyperréaliste » qu'ont les auteurs des textes qui la composent d'exposer le corps, la souffrance et l'intimité du malade, « la littérature du sida s'inscrit dans un registre proche du réalisme ou même du naturalisme ». Au sein de cette tradition littéraire, elle se distingue cependant en ce que les malades qu'elle met en scène « revendiquent la maladie » qui les afflige. Ainsi, du fait sans doute de sa « médicalisation à outrance », la littérature du sida se caractérise par une absence d'esthétisation de la maladie ou de la dégradation du corps. Par ailleurs, contrairement à la plupart des autres textes traitant de la maladie, les récits qui la composent ont pour point commun d'être narrés à la première personne, par un narrateur qui a tendance à se confondre avec l'auteur, lequel est souvent lui-même atteint du sida.

### Bornes historiques
Christelle Klein-Scholz, docteure en littérature, note qu'il est difficile de donner un point de départ au sida, et a fortiori à la littérature du sida : au cours des années 1980, la conscience et la prévalence de la maladie progresse, rendant difficile de savoir quand commence réellement la littérature du sida. Tant que la pandémie existe, il n'y a pas vraiment de fin à la littérature du sida, mais uniquement un changement de perspective à partir de 1996 et la chute de la mortalité de la maladie aux États-Unis liée au développement des rétroviraux.

### La rupture
Le roman du sida adopte une structure récurrente en deux actes. Dans le premier, le protagoniste grandit, fait son coming out et profite de la libération sexuelle des années 1970, tandis que dans le second, l'épidémie affecte des vagues connaissances et finit par tuer un proche du protagoniste, voire le héros lui-même. Un exemple de cette structure est Eighty-Sixed de David Feinberg (en), divisé en deux parties, la première se déroulant en 1980 et la seconde en 1986.

### La fin de l'illusion d'immortalité
Cette rupture n'est pas uniquement personnelle, mais a selon Klein-Scholz, un écho eschatologique : il s'agit d'une sortie de l'illusion que l'humanité puisse vaincre toutes les maladies via la technologie et notamment les antibiotiques, mais qu'au contraire la maladie et la mort triompheront. Dans Eighty-Sixed, ce n'est d'ailleurs pas le diagnostic personnel qui manifeste ce bouleversement de la vision du monde, mais la réalisation de la puissance de la maladie.

## Histoire
En 1984, Armistead Maupin, publie Babycakes, le quatrième tome des Les Chroniques de San Francisco. C'est le premier tome de la série qui introduit le thème du sida, et le premier ouvrage littéraire à aborder l'épidémie. Dans ce tome et les suivants, D'un bord à l'autre et Bye-bye Barbary Lane, Maupin entrelace le récit avec la description historique de l'évolution du l'épidémie aux États-Unis.
Selon d'autres sources, Flight from Nevèrÿon, et plus particulièrement The Tale of Plagues and Carnivals de Samuel R. Delany est le premier roman traitant du sida à paraître en 1984 chez un grand éditeur américain (Bantam Books),,,.

## Science-fiction
Plusieurs romans de science-fiction explorent la thématique de l'épidémie de sida, dont The Tale of Plagues and Carnivals de Samuel R. Delany,,,.
Dans Tiny Tango, publié en 1989, Judith Moffett (en) imagine l'évolution de la maladie dans la société de 2010 et y montre sérophobie, retrait sociale et professionnel des malades, mais aussi leur organisation collective. Max H. Goutard, journaliste à Têtu, relève comment les conséquences de l'arrivée d'un vaccin telles qu'imaginées dans Tiny Tango correspondent à la réalité des changements de comportement liés à l'arrivée de la PrEP.
En 1990, Francis Berthelot développe dans Rivage des intouchables un imaginaire futuriste où se côtoient deux peuples, l'un des sables, l'autre des océans, sans se toucher, jusqu'à ce qu'une génération, les « transvers », rompent cette interdiction morale et juridique. Cette approche lui permet d'évoquer de façon métaphorique le milieu gay des années 1970, notamment les émeutes de Stonewall ou l'attractivité de San Francisco. Puis une épidémie frappe, pensée comme une punition divine ; cette maladie est l'occasion pour Berthelot d'explorer l'homophobie intériorisée associée au vécu du sida.

## Publications

### En français
- Guy Hocquenghem, Ève, 1987
- Hervé Guibert, À l'ami qui ne m'a pas sauvé la vie, 1990.
- Hervé Guibert, Le Protocole compassionnel, 1991.
- Hervé Guibert, L'Homme au chapeau rouge, 1992.
- Hervé Guibert, Le Paradis, 1992.
- Cyril Collard, Les Nuits Fauves , 1992.
- Gilles Barbedette, Mémoires d'un jeune homme devenu vieux, 1993.
- Pascal de Duve, L'Orage de vivre, 1994.
- Christophe Bourdin, Le Fil, 1994.
- Anthony Passeron, Les Enfants endormis, 2024

### Traduits
- Armistead Maupin, Les Chroniques de San Francisco, de 1978 à 2014
- La Ligne de beauté (Alan Hollinghurst, 2004) - roman historique, gagnant du prix Booker

### En anglais
- Flight from Nevèrÿon, et plus particulièrement The Tale of Plagues and Carnivals, Samuel R. Delany, 1984.
- David Feinberg (en), Eighty-Sixed, 1986